# Kanton Morteaux-Coulibœuf
Der Kanton Morteaux-Coulibœuf war von 1801 bis 2015 ein französischer Wahlkreis im Département Calvados in der damaligen Region Basse-Normandie. Er umfasste 20 Gemeinden im Arrondissement Caen; sein Hauptort (frz.: chef-lieu) war Morteaux-Coulibœuf. Die landesweiten Änderungen in der Zusammensetzung der Kantone brachten im März 2015 seine Auflösung. Vertreter im Generalrat des Départements waren zuletzt von 2001 bis 2008 Gilles Bennehard (DVD) und von 2008 bis 2015 Clara Dewaële (UDI).
Der Kanton Morteaux-Coulibœuf war 181,10 km2) groß und hatte 5072 Einwohner (Stand 2012).

## Gemeinden
| Gemeinde              | Einwohner (Stand: 2022) | Code postal | Code Insee |
| --------------------- | ----------------------- | ----------- | ---------- |
| Barou-en-Auge         | 64                      | 14620       | 14043      |
| Beaumais              | 167                     | 14620       | 14053      |
| Bernières-d’Ailly     | 212                     | 14170       | 14064      |
| Courcy                | 137                     | 14170       | 14190      |
| Crocy                 | 287                     | 14620       | 14206      |
| Épaney                | 495                     | 14170       | 14240      |
| Ernes                 | 323                     | 14270       | 14245      |
| Fourches              | 217                     | 14620       | 14283      |
| Jort                  | 303                     | 14170       | 14345      |
| Louvagny              | 59                      | 14170       | 14381      |
| Le Marais-la-Chapelle | 95                      | 14620       | 14402      |
| Morteaux-Coulibœuf    | 607                     | 14620       | 14452      |
| Les Moutiers-en-Auge  | 129                     | 14620       | 14457      |
| Norrey-en-Auge        | 95                      | 14620       | 14469      |
| Olendon               | 186                     | 14170       | 14476      |
| Perrières             | 341                     | 14170       | 14497      |
| Sassy                 | 212                     | 14170       | 14669      |
| Vendeuvre             | 802                     | 14170       | 14735      |
| Vicques               | 69                      | 14170       | 14742      |
| Vignats               | 285                     | 14700       | 14751      |

## Bevölkerungsentwicklung
| 1962 | 1968 | 1975 | 1982 | 1990 | 1999 | 2006 | 2011 |
| ---- | ---- | ---- | ---- | ---- | ---- | ---- | ---- |
| 5489 | 5269 | 4682 | 4565 | 4462 | 4382 | 4619 | 5050 |